# طيور جوفية العش
طيور جوفية العش (الاسم العلمي: Cavitaves)، فرع حيوي يحتوي على رتبة اللبطوسيات (وقواق شقراقي) والفرع الحيوي طيور جوفية العش الحقيقية (مجموعة كبيرة من الطيور التي تشمل نقار الخشب والرفراف والنهاس). يشير الاسم إلى حقيقة أن الغالبية منهم تعشش في تجاويف.